# Paracostus paradoxus
Paracostus paradoxus är en enhjärtbladig växtart som först beskrevs av Karl Moritz Schumann, och fick sitt nu gällande namn av C.D.Specht. Paracostus paradoxus ingår i släktet Paracostus och familjen Costaceae. Inga underarter finns listade.